# Wiesław Andrzejewski
Wiesław Andrzejewski (ur. 8 czerwca 1931 w Łodzi, zm. 24 kwietnia 1993 w Szczecinie) – polski prozaik i reportażysta.

## Życiorys
Po II wojnie światowej zamieszkał w Szczecinie. Tam też studiował na wydziale nawigacyjnym Państwowej Szkoły Morskiej (dziś jest to Politechnika Morska). W latach 1950–1952 pracował jako marynarz.
Debiutował w 1946 na łamach miesięcznika „Żeglarz” jako prozaik. W latach 1956–1965 był redaktorem gazety „Kurier Szczeciński”. Pochowany został na cmentarzu Centralnym w Szczecinie (kwatera 32A).

## Twórczość
- 1964 „Rejs w nieznane”
- 1967 „Porty dobrych nadziei”
- 1969 „Połykacze ognia”
- 1980 „Piracki tryptyk”
- 1981 „Port nowych szlaków”
- 1982 „Morza niespokojne”
- 1985 „Niebezpieczne barwy oceanu”
- 1986 „Losy z morza”